# JuiceBox.
JuiceBox. war eine sechsköpfige Vocalband, bestehend aus zwei Frauen und vier Männern aus Hannover, Berlin und Leipzig. Die Band gewann zahlreiche Preise und veröffentlichte zwei CDs. Im August 2015 gab die Band ihr letztes Konzert.

## Repertoire
JuiceBox. sangen ausschließlich Eigenkompositionen. Die Songs zeichnen sich durch eine breite stilistische Vielfalt aus, die von Pop über Soul bis zu skandinavischer Folklore reicht. Einen besonderen musikalischen Schwerpunkt stellten die elektronisch anmutenden Songs („E cappella“) dar.

## Preise und Auszeichnungen
- 1. Platz und Publikumspreis beim Jugend kulturell Förderpreis Finale (Hamburg, 28. November 2011)
- 1. Platz und Publikumspreis beim A-Cappella-Award (Ulm, 10. Oktober 2010)
- 1. Platz beim German A-Cappella Bundescontest (Sendenhorst, 20. Juni 2010)
- 1. Platz beim 4. Internationalen A-Cappella-Wettbewerb (Leipzig, 21. Mai 2010)
- 1. Platz beim 8. Deutscher Chorwettbewerb, Kategorie „Vokalensembles – Jazz-vokal etc.“ (Dortmund, 15. Mai 2010)
- 1. Platz beim German A-Cappella Landescontest (Achim, 16. Januar 2010)
- 1. Platz beim niedersächsischen Landesausscheid zum Deutschen Chorwettbewerb (Lüneburg, 27. September 2009)

## Diskografie
- 2009: Cryptic Little Notes
- 2015: JuiceBox. electric